# Л’Куча, Карим
Карим Л’Куча Эль Хирауи (араб. كريم لكوشة الخراوي‎, исп. Karim L'Koucha El Khiraoui; род. 31 августа 2000, Барселона) — испанско-марокканский футболист, полузащитник. Выступает за азербайджанский клуб «Кяпаз».

## Карьера
Родился 31 августа 2000 года в Барселоне. По национальности марокканец.
Выступал во Втором, Первом дивизионах Испании, чемпионате Андорры по футболу.
11 июля 2024 года подписал контракт с клубом «Кяпаз». Контракт рассчитан до 30 июня 2025 года с опцией продления на год.